# Mantispa finoti
Mantispa finoti är en insektsart som beskrevs av Navás 1909. Mantispa finoti ingår i släktet Mantispa och familjen fångsländor. Inga underarter finns listade i Catalogue of Life.